# Historia de la Línea del Norte
La Línea del Norte es la principal conexión ferroviaria en Portugal, habiendo pasado su construcción y evolución por varias fases; las obras se iniciaron el 17 de  septiembre de 1853, y la inauguración tuvo lugar el 5 de noviembre de 1877.

## sigloXIX

### Antecedentes
En el siglo XIX, las vías de comunicación en Portugal se descubrieron como muy deficientes, especialmente las viarias; el principal medio de transporte era la navegación, efectuada a lo largo de la costa, y por los ríos. Así, durante el gobierno de António Bernardo de la Costa Cabral, se iniciaron los primeros esfuerzos para la implementación del transporte ferroviario. En agosto de 1844, Benjamim de Oliveira sugiere la construcción, con capital británico, de un ferrocarril entre Lisboa y Oporto; este proyecto, fue, no obstante, recusado, porque se pensaba que una conexión ferroviaria entre Lisboa y Alcácer do Sal era más necesaria, y sería más lucrativa. En diciembre de ese año, fue formada, por iniciativa de José Bernardo de la Costa Cabral, la Compañía de Obras Públicas; uno de los objetivos de esta empresa era unir, por vía férrea, Lisboa a España y a la red ferroviaria europea, y de construir, en la capital portuguesa, un gran muelle para navíos transatlânticos. Este proyecto, lanzado por iniciativa de D. Luís I, establecía que los pasajeros serían transportados por convoyes de toda Europa hasta Lisboa, donde podrían embarcar en navíos con destino a las Américas.
El 19 de abril de 1845, el gobierno portugués firmó un contrato con la Compañía de Obras Públicas, para la construcción y mejora de varias infraestructuras de comunicación en el interior del país; una de las cláusulas se refería, específicamente, a la implementación de una conexión ferroviaria entre Lisboa y la frontera con España. No obstante, los conflictos políticos que tuvieron lugar al año siguiente impidiendo la concreción de este proyecto; después, al regresar a una situación más relajada, el interés por esta conexión ferroviaria volvió a aumentar, siendo un empresario inglés, Hardy Hislop, quien presentase una propuesta para la construcción de este ferrocarril, que implicaba la conexión a España a través de Badajoz, pasando por Santarém. El gobierno nombró, el 18 de julio de 1851, una comisión para analizar este proyecto, que elaboró,  el 20 de octubre del mismo año, las bases para el concurso del tramo entre Lisboa y Santarém.

### Construcción del tramo hasta Carregado
Este concurso, organizado por el entonces ministro de Hacienda, Fuentes Pereira de Melo, tuvo lugar entre el 6 de mayo y el 31 de julio de 1852; y la obra fue adjudicada, de forma provisional, a la Compañía Central y Peninsular de los Ferrocarriles en Portugal, representada por Hardy Hislop, con una garantía de cobro del 6%. El 30 de agosto del mismo año, fue creado el Ministerio de Obras Públicas, Comercio e Industria, que conllevó un gran impulso a los proyectos de desarrollo nacional, como los transportes ferroviarios. El 9 de diciembre, Hardy Hislop presentó al gobierno el plan del ingeniero Rumball para el trazado entre Lisboa y Santarém, que partía de la Avenida del Intendente, con un ramal entre Chelas y Xabregas, para dar conexión al puerto fluvial;  el 3 de  febrero de 1853, este proyecto fue aprobado, habiendo sido alterado el punto de partida al Muelle de los Soldados. A pesar de la oposición del ingeniero White, que previó las dificultades que iban a surgir más tarde para expandir la estación, debido a la falta de espacio sentida en aquel local, el gobierno insistió en colocar allí la estación, habiendo firmado el contracto definitivo el 11 de mayo, que fue legalizado el 18 de  agosto; las normas a aplicar en la fiscalización de la construcción fueron decretadas el 5 de septiembre, y las obras se iniciaron el 17 del mismo mes, por los empresarios Shaw & Waring, ubicados en Londres.
No obstante,  el 5 de septiembre de 1855, las obras fueron suspendidas debido a conflictos entre la Compañía Peninsular y los empresarios, teniendo el gobierno que encargarse de las obras al día siguiente. En enero de 1856, llega a Portugal B. Wattier, profesor de la Escuela de Ingeniería de París, con el objetivo de dirigir las obras, función que comienza el 7 de  febrero, asistido por los ingenieros Margiochi y Gromicho Couceiro. El trayecto para el ferrocarril del Este, diseñado por el ingeniero Joaquim Nunes de Aguiar, y aprobado por Wattier, avanzaba el pasaje al sur de Santarém, junto al Puente de la Asseca, relegando la travesía del Río Tajo para viajes a Constância; el trazado posterior a Entroncamento fue elaborado por Wattier, pasando por Coímbra, pero sin llegar a Oporto, porque, en aquel momento, todavía no se había decidido donde colocar la estación en aquella ciudad.
En mayo, son efectuados, por orden del gobierno, varios estudios, sobre la construcción de los tramos hasta España y Porto, debiendo ser construido el ferrocarril hasta esta ciudad como una prolongación de la ruta real hasta Coímbra; parte de la línea ya construida fue visitada,  el 24 de  agosto de ese año, por D. Pedro V, que fue uno de los mayores defensores de este medio de transporte. Entre tanto, el gobierno portugués intentó llegar a un acuerdo con los empresarios, sin haberse conseguido; adelantando, así,  el 28 de  agosto, 460.000$000 a esta compañía, usando como garantía las acciones que tenía en cartera. El tramo hasta Carregado fue así inaugurado el 28 de octubre de 1856, con un ancho de vía de 1,45 metros, y abierto a la explotación al día siguiente, para pasajeros; los servicios de mercancías solo se iniciaron el 1 de  noviembre de 1858. La construcción del primer tramo de esta línea, que llegó a emplear 3000 obreros, trajo varios problemas financieros y técnicos, como la transposición del Río de Sacavém (actual Río Trancão). Por el hecho de que la Estación Ferroviaria de Santa Apolónia todavía no estaba concluida, fue utilizada una plataforma provisional junto al Palacio de Coímbra.

### Tramo entre Carregado y Vila Nova de Gaia
Después de haberse concluido la conexión hasta Carregado, y a pesar del apoyo financiero del estado, la inestabilidad de la empresa concesionaria generaba varios problemas, habiendo sufrido las obras y los estudios varias interrupciones; así, se vio imposible la meta establecida en el contrato, de llegar hasta Santarém en septiembre de 1857. El gobierno rescindió, así, el contrato con la compañía, y se centró en la construcción de la conexión hasta el margen sur del Río Duero, junto a la ciudad de Oporto; se negoció así en abril de 1857, con el ingeniero y empresario inglés Samuel Morton Peto, que ya había efectuado varios proyectos ferroviarios en América del Norte y el Reino Unido. Morton Peto sería el empresario, mientras que la dirección de la Compañía quedaría asegurada por el ingeniero Juán Crisóstomo de Abreu y Sousa, por parte del gobierno. El 14 de abril, el proyecto de construcción de la futura Línea del Norte fue discutido en las Cortes, habiéndose decidido que la construcción de la conexión ferroviaria a Porto sería dividida en dos fases; inicialmente, debería ser concretada la unión entre Lisboa a Santarém y Coímbra, a partir de Carregado, y la segunda fase contemplaría la conexión entre Coímbra y Oporto, con la construcción de un puente sobre el río Duero.
El contracto definitivo fue firmado el 29 de  agosto, comprometiéndose Morton Peto a crear una nueva compañía, que sería subsidiada por el estado portugués con 5500 libras por kilómetro, y que sustituiría a la Compañía Central y Peninsular de los Ferrocarriles en Portugal. Ese día, fue publicado un decreto, que ordenó que el tramo entre Santarém y Porto pasase por las localidades de Atalaia, Tomar, Pombal, Coímbra, Pampilhosa y Avelãs; la estación ferroviaria de Porto debería ser construida en el margen Sur del Río Duero, quedando el acceso a la ciudad asegurado con la construcción de un puente. A pesar de las diversas dificultades encontradas, las obras fueron prosiguiendo, habiéndose abierto al tráfico el tramo hasta Virtudes el 31 de julio de 1857, hasta el Puente de Santana el 28 de  abril del año siguiente, y a la Puente de Asseca el 29 de  junio.
No obstante, continuaron los problemas de construcción, habiendo llegado al extremo de que Morton Peto llegó a considerar la construcción, por su propia cuenta y en 3 años, los tramos entre Pombal y Vila Nova de Gaia y la conexión hasta Tomar, quedando solo por construir el tramo entre Tomar y Pombal, que sería efectuado por su compañía, cuando estuviese autorizado. A pesar de que el plazo para la creación de esta compañía debía ser, según una ordenanza de 13 de abril, alargado posteriormente hasta el 31 de mayo de 1859, todos los sus esfuerzos se revelaron como infructíferos, habiéndose anulado el contrato el 6 de  junio.
El gobierno contrató, así, de forma provisional,  el 30 de  julio, al empresario español José de Salamanca y Mayol, que, al igual que Morton Peto, ya había concluido varios proyectos ferroviarios en el extranjero; este contrato establecía la concesión de un subsidio kilométrico de 4.500 libras para la construcción del ferrocarril del Este, y de 5.400 libras para el del Norte. En el mismo día, se abrió un concurso para estos proyectos, que fue cerrado el 12 de septiembre; en este día, fue firmado el contrato definitivo con José de Salamanca, que fue el único participante de este concurso. Este formó, así, la Compañía Real de los Caminhos de Ferro Portugueses teniendo como objetivo construir y explorar las Líneas del Este y Norte. El 14 de septiembre de 1859, fue emitido un nuevo contrato, que estableció que la conexión ferroviaria con Porto debería partir del Puente de Piedra o de otro punto próximo de la Línea del Este, y terminar dentro de la ciudad de Porto; la construcción de este tramo, oficialmente denominado como Línea del Norte, no debería tener una duración superior a 5 años. El 10 de noviembre de 1860, el gobierno aprobó el contrato público, y el traspaso de la concesión para José de Salamanca y la Compañía Real, y, debido a alteraciones en el contrato firmado el 14 de  septiembre, fue elaborado un nuevo contrato el 20 de  diciembre de 1860; este documento establecía que el tramo ya construido, entre Lisboa y Puente de Asseca, debería ser adquirido por la Compañía, y con el ancho alterado de 1,45 a 1,67 metros. El empresario que, hasta esta fecha, había sido responsable de la explotación en este tramo, denunció esta acción, pero sin éxito.
Después de un largo período de estancamiento, la formación de esta Compañía trajo un nuevo impulso a los proyectos ferroviarios, siendo edificada la Estación Ferroviaria de Lisboa-Santa Apolónia, alargando el ancho en el tramo ya concluido, y retomados los trabajos de construcción de la línea; así, el ferrocarril del Este llegó hasta Santarém  el 1 de  julio de 1861, a Abrantes  el 7 de noviembre del año siguiente, y a la frontera con España el 24 de septiembre de 1863. En la Línea del Norte, el frente de obras avanzó en dos frentes, a partir de Vila Nova de Gaia hacia el Sur, alcanzando Estarreja  el 8 de julio de 1863 y Taveiro  el 10 de abril de 1864; el otro frente, comenzando en Entroncamento, llegó a Soure el 22 de mayo del mismo año, y a Taveiro  el 7 de julio, concluyendo la Línea del Norte, solo faltando la quinta y última sección, que aprovechaba el puente del Río Duero. Los beneficios de explotación en esta línea se revelaron, inicialmente, por debajo de lo esperado, con la mayor parte del tráfico efectuado en régimen de baja velocidad; una de las principales razones para este resultado fue la falta de conexiones viarias hasta las estaciones, que solo fueron totalmente construidas en 1872.

### Travesía del Río Duero
El día 25 de junio de 1865, la Compañía Real asumió la explotación, que hasta ese momento se encontraba en poder de José de Salamanca. En un acuerdo, efectuado  el 27 de noviembre, fue sugerida la ubicación de la futura Estación de Porto junto al Monasterio de São Bento de Avé-Maria; no obstante, la ley que autorizó este acuerdo,  el 2 de  marzo del año siguiente, ordenó que fuese construida en el Campo del Cirne, en las proximidades del Prado del Descanso. Simultáneamente, se formó una tercera corriente de opinión, defendiendo la variante del Seminário, que atravesaba el río más abajo. De acuerdo con la ley firmada en 1866, la Compañía Real estudió la implantación de una estación de mercancías en el margen izquierda, y atravesando el Río Duero, habiéndose aprobado este proyecto en 1869; no obstante, las ya inseguras condiciones de la Compañía estaban todavía más deterioradas por una crisis económica en 1868, y las relaciones con José de Salamanca eran cada vez más tensas, alcanzando su auge en 1872, cuando este rehusó construir la última sección de la Línea del Norte, siendo adjudicado a la Compañía por el Estado, según la ley de 1866.
El nuevo director fue, entonces, nombrado por la Compañía Real, el ingeniero Manuel Afonso de Espregueira, con el propósito de concluir la construcción de esta sección de la Línea del Norte; para lo cual presentó un proyecto elaborado por el jefe de construcción, el ingeniero Pedro Inácio Lopes, que proponía la construcción de un puente entre la Sierra del Pilar y el Monte del Seminário, permitiendo un trazado más adecuado para ser unido a las Líneas del Miño y Duero. El gobierno aceptó este plan, y lo sometió a aprobación en las Cortes el 5 de febrero de 1873, siendo aprobado el 18 del mismo mes; no obstante, solo  el 26 de febrero de 1875 en que fue aprobado, después de varias alteraciones, habiéndose firmado el acuerdo el 6 de marzo del mismo año. Debido a la aprobación de este plan, parte de las obras del proyecto anterior, que ya se habían iniciado, fueron abandonadas, habiéndose así mismo abierto cerca de 3000 metros de vía, entre Gaia y Gervide, y un túnel en la Sierra del Pilar, con 450 metros de longitud. sin embargo, desde el 5 de enero de 1875 en que se había iniciado la preparación de las obras del puente, que habían sido entregadas, por concurso, a Gustave Eiffel; los ensamblajes del puente se concluyeron el 28 de octubre de 1877, teniendo lugar la inauguración el 5 de  noviembre del mismo año.

### Evolución de los servicios y duplicación de la vía
En 1882, comienzan a circular, entre Lisboa y Madrid, convoyes rápidos de pasajeros, y, en el año de 1887, se inició el servicio Sud Express, entre Lisboa y Calais, en Francia.
El primer tramo a ser duplicado, entre Lisboa y el Entroncamento, fue abierto a la explotación el día 8 de abril de 1893.

### Proyecto de la conexión entre Santa Apolónia y la Línea de Cascais
En 1870, el ingeniero M. A. Thomé de Gamond propuso la instalación, en Lisboa, de un gran puerto marítimo, y una conexión ferroviaria entre Lisboa y Colares, pasando por Cascais y Sintra; este proyecto defendía que el ferrocarril debería salir de la Línea del Norte en el embarcadero del Este, junto al Nuevo Puerto, continuar hasta la Plaza del Comercio, donde sería edificada una estación, y continuar hasta Sintra, con varias estaciones en el camino. Este proyecto es retomado con el Plan General de las Obras, publicando en 1874, y una comisión para su estudio es formada el 16 de  marzo de 1883; el ingeniero Pedro Inácio Lopes defendió, junto de la Asociación de los Ingenieros Civiñes, en 1888, la construcción de una conexión ferroviaria, de características urbanas, entre la Estación Ferroviaria de Lisboa-Santa Apolónia y Alcântara, donde se iba a unir la Línea de Cascais, que ya se encontraba en construcción entre Alcântara y Cascais. No obstante, este proyecto no fue construido, debido a problemas técnicos en el puente del Dique del Arsenal, y recelos de que la línea redujese la estética de la Plaza del Comercio.

## sigloXX
En enero de 1902, todo el trazado estaba equipado con carriles de 40 kilogramos por metro, excepto en el tramo entre Pampilhosa y Oporto; en el mes siguiente, llegó una remessa de carriles de la casa Ougrée-Marihaye, para renovar las vías en este tramo, y continuar la construcción de una segunda vía entre Villa Nueva de Gaia y Espinho. Antes de la renovación, los carriles utilizados presentaban apenas 30 kilogramos de peso. En este año, se previó la instalación en esta línea de un apeadero entre la Estación Ferroviaria de Cacia y el Apeadero de Estarreja, para servir a la localidad de Canelas, en el Ayuntamiento de Estarreja.
La vía doble fue inaugurada de Vila Nova de Gaia hasta Espinho el 15 de abril de 1905, a Estarreja  el 26 de  noviembre de 1906, y hasta Aveiro el 17 de mayo de 1907; de Alfarelos a Coímbra-B  el 24 de  octubre de 1908, de Albergaria a Pombal el 13 de mayo de 1910, desde Alfarelos hasta Pombal el 14 de octubre de 1911, de Pampilhosa a la Mealhada el 11 de diciembre de 1915 y hasta Mogofores  el 8 de julio de 1915, Coímbra-B a Pampilhosa el 30 de abril de 1925, Entroncamento a Paialvo  el 15 de junio de 1927 y hasta Chao de Maçãs  el 5 de julio del mismo año, Mogofores a Oliveira do Bairro el 14 de mayo de 1929, y hasta Aveiro el 20 de mayo del año siguiente.
El Puente de São João entró en servicio en 1992.
En 1993, el récord de velocidad ferroviaria en Portugal fue alcanzado entre las Estaciones de Espinho y Avanca; la composición, formada por la locomotora número 5601, de la CP Serie 5600, y 3 vagones Corail, habiendo sufrido uno de ellos una adaptación a laboratorio, alcanzó una velocidad 220 km/h. Debido al hecho de que en este tramo la velocidad máxima es de apenas 140 km/h, fueron llevadas a cabo varias obras en la vía y en la catenaria, de modo que se procedió a este test.

## sigloXXI
En enero de 2011, lluvias fuertes y falta de protecciones junto a la vía férrea provocó dos deslizamientos de tierras junto al Apeadero de Coimbrões, en el Ayuntamiento de Vila Nova de Gaia, que condicionaron la circulación ferroviaria en ambas direcciones, durante varias horas.